# Monogenea
Monogenea este un grup de platelminți paraziți găsiți de obicei pe pielea, branhiile și înotătoarele peștilor. Aceștia au un ciclu de viață direct și nu necesită o gazdă intermediară. Adulții sunt hermafrodiți.
Monogeneenii sunt dotați cu cârlige pe care le folosesc pentru a se atașa de pești, lucru care le poate provoca infecții.
Unii monogeneeni sunt ovipari (depun ouă), iar alții sunt vivipari (nasc pui vii). Varietățile ovipare dau drumul ouălor în apă. Cele vivipare dau drumul unor larve care se atașează imediat de o gazdă. Genul Gyrodactylus este un reprezentant al monogeneenilor vivipari, în timp ce genul Dactylogyrus este un gen de monogeneeni ovipari.

## Semne și simptome

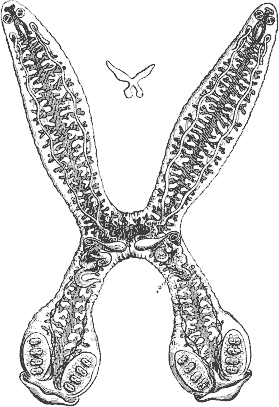
Diplozoon paradoxum

Peștii de apă dulce infectați devin letargici și sunt observați înotând aproape de suprafața apei. În plus, unii pot fi văzuți scărpinând locul de pe piele unde parazitul este aflat. Pielea infectată unde s-a atașat parazitul poate expune pierdere a solzilor și poate secreta un lichid de culoare roz. Branhiile afectate pot arăta umflate și palide. Peștii pot înghiți aer de la suprafață; acest lucru arată probleme respiratorii severe.
La peștii de apă sărată, monogeneenii pot infecta pielea și branhiile, provocându-i iritații gazdei. Infecțiile severe pot rezulta în înot eratic. Branhiile afectate pot deveni iritate și umflate.

## Morfologie
Monogeneenii sunt mici platelminți paraziți găsiți în principal pe pielea sau branhiile peștilor. Măsoară rareori mai mult de 2 cm. Câteva specii paraziți ai anumitor pești de apă sărată sunt mai mari, și, în general, formele marine sunt mai mari decât cele de apă dulce. Ei sunt capabili de a se lungi și scurta drastic în timp ce se mișcă. Biologii trebuie să se asigure că specimenele sunt complet relaxate înainte de a le lua măsurători.
Monogeneenii nu prezintă un sistem respirator, osos și circulator, iar ventuzele orale sunt absente sau slab dezvoltate. La fel ca alți platelminți, cei din această clasă nu au un celom (cavitate corporală) în adevăratul sens al cuvântului. Au un sistem digestiv simplu constând dintr-o deschidere orală cu un faringe musculos și un intestin fără o deschidere terminală (anus).
Monogeneenii sunt platelminți, așadar printre cele mai inferioare animale care să posede trei foițe embrionice (endodermul, mezodermul și ectodermul). În plus, au o regiune cefalică care conține organe senzoriale concentrate și țesut nervos.
Ca toți ectoparaziții, monogeneenii au structuri de atașare bine dezvoltate. Cele anterioare poartă numele colectiv de prohaptor, iar cele posterioare poartă numele de opisthaptor, sau, mai simplu, haptor. Opisthaptorul, prezentând cârligele, ancorele, cleștii etc. reprezintă în mod obișnuit organul principal de atașare.
În general, monogeneenii sunt hermafrodiți cu organe reproducătoare funcționale, ale ambelor sexe, existând la un singur individ. Speciile vivipare reprezintă o minoritate.

## Taxonomie și evoluție
Strămoșii monogeneenilor erau probabil platelminți neparaziți similari turbelariatelor de azi. Conform opiniei științifice mai acceptate însă, „niște turbelariate rabdocele au dat naștere monogeneenilor; la rândul lor, aceștia au dat naștere digeneenilor din care derivă cestodele. O altă părere afirmă că din strămoșul rabdocel au derivat două linii evolutive: una a monogeneenilor, din care au derivat digeneenii, și alta a cestodelor.
Sunt descrise în jur de 50 de familii și mii de specii.
Unii parazitologi împart clasa Monogenea în două sau trei subclase pe baza complexității haptorului lor: Monopisthocotylea au un haptor alcătuit dintr-o singură bucată principală, deseori cu cârlige sau un disc mare de atașare, în timp ce Polyopisthocotylea au un haptor din mai multe părți, de obicei clești. Aceste grupuri mai sunt cunoscute și sub numele de Polyonchoinea, respectiv Heteronchoinea. Membrii subclasei Polyopisthocotylea trăiesc aproape exclusiv pe branhii, unde se hrănesc cu sânge, în timp ce ceilalți pot trăi și pe înotătoare sau piele.
Monopisthocotylea include:
- Genul Gyrodactylus: fără ochi punctiformi, vivipar;
- Genul Dactylogyrus: cu patru ochi punctiformi, ovipar. Acesta este unul dintre cele mai bogate genuri din regnul animal, cu cel puțin 970 de specii;
- Genul Neobenedenia: indivizi de o mărime mult mai mare, care trăiesc pe pielea mai multor specii marine tropicale, provocând infecții problematice în acvarii marine.

Toate acestea pot provoca epizootii în populațiile de pești de apă dulce în piscicultură.
Polyopisthocotylea include:
- Genul Diclidophora: mai ales la peștii marini și la peștii primitivi de apă dulce, cum ar fi  sturionul și peștele spatulă;
- Genul Protopolystoma: la broaștele râioase cu gheare (specii ale genului Xenopus).

## Ecologie și stil de viață

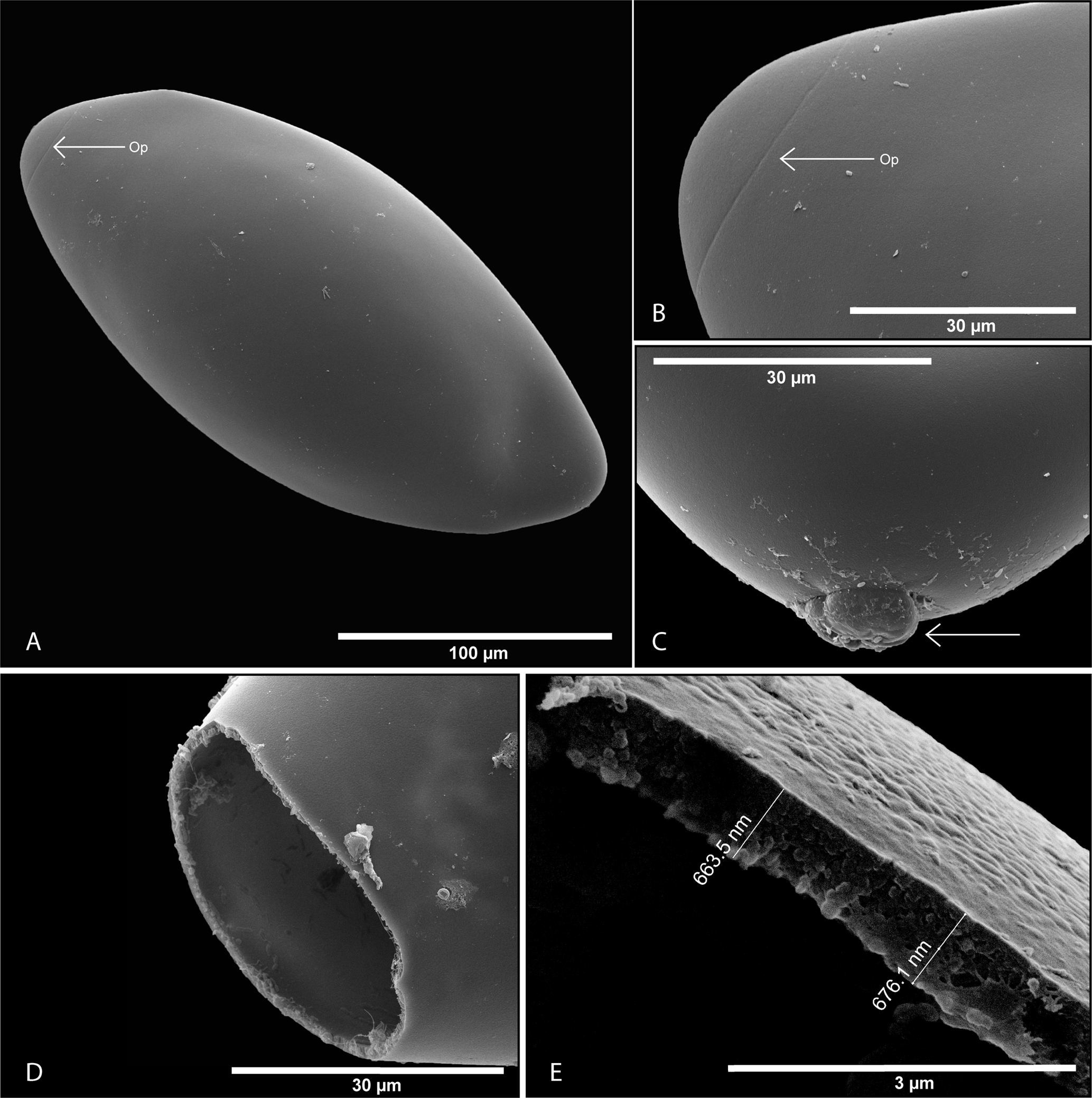
Ouăle monogeneeanului Protopolystoma xenopodis, parazit al broaștei râioase cu gheare africane Xenopus laevis

Monogeneenii prezintă cel mai simplu ciclu de viață dintre toți platelminții paraziți. Ei nu au gazde intermediare și sunt paraziți externi la pești (rareori în vezica urinară și rectul vertebratelor cu sânge rece). Deși sunt hermafrodiți, organele reproducătoare masculine intră în funcțiune înainte de cele feminine. Din ouă iese o larvă cu mulți cili numită oncomiracidiu, cu numeroase cârlige posterioare. Acesta este stadiul de viață responsabil de transmiterea de la gazdă la gazdă.
Nu se cunosc monogeneeni care să infecteze păsări, însă unul (Oculotrema hippopotami) parazitează ochiul hipopotamului.